# 東南多塞特郡組合都市
東南多塞特郡組合都市（South east Dorset conurbation）也稱南多塞特郡組合都市（South Dorset conurbation）、 普爾-伯恩茅斯都會區（Poole-Bournemouth urban area） 以及伯恩茅斯都會區（Bournemouth urban area）是英國多塞特郡南部沿海的一個多中心組合都市，此外還包含少數漢普郡城鎮。主要的人口中心是伯恩茅斯、普爾和克萊斯特徹奇，不過其邊界可以延伸到漢普郡的濱海巴頓。沿順時針方向該組合都市包括：韋勒姆、厄普頓、溫博恩、Ferndown、弗伍德和靈伍德（漢普郡），周圍有綠帶環繞。
根據2011年英國國家統計署人口調查，作為“Bournemouth/Poole Built-up Area”，該都會區有466,626人，包含伯恩茅斯、Ferndown、溫波恩、克萊斯特徹奇、新米爾頓和普爾。 2001年和1991年時的人口分別爲383,713和358,321。 而西南英格蘭地區發展署和高速公路局也認為“South East Dorset Conurbation”擁有超過四十萬人口。 該組合都市中所屬地區沒有一個擁有城市地位，是英國同類型組合都市中最大者。